# Engels (by)
Engels (russisk: Энгельс, tr. Engels) er en havneby på Volgafloden i Saratov oblast i Den Russiske Føderation. Engels ligger overfor fra Saratov, det administrative centrum i oblasten, og er siden 1965 forbundet med Saratov af en bro. Engels har 222.685 (2024) indbyggere.

## Geografi
Engels ligger på bredden af floden Volga, lige over for den større by Saratov. Byen er det administrative center i Engels rajon og næststørste by i Saratov oblast. Engels ligger i den europæiske del af Rusland, omkring 850 kilometer sydøst for Moskva.
I byen er der russisk-middelhavsstemning, og bygningerne fra 1800-tallet præger byen. Den er forbundet med Saratov via den tre kilometer lange Saratov Bro. I centrum af byen står et stort Friedrich Engels monument. Lidt længere opstrøms Volga ligger byen, der bærer navnet Marx.

### Klima
| J F M A M J J A S O N D 39 −6 −13 27 −6 −13 25 0 −7 24 14 4 35 23 10 41 27 15 41 29 17 42 27 16 39 21 10 33 11 3 41 2 −4 40 −3 −9 Gennemsnitlige max. og min. temperaturer i °C Nedbørsmængde i mm Kilde: Engels, climate-data.org |           |         |         |          |          |          |          |          |         |         |          |
| J | F         | M       | A       | M        | J        | J        | A        | S        | O       | N       | D        |
| 39 −6 −13 | 27 −6 −13 | 25 0 −7 | 24 14 4 | 35 23 10 | 41 27 15 | 41 29 17 | 42 27 16 | 39 21 10 | 33 11 3 | 41 2 −4 | 40 −3 −9 |
| Gennemsnitlige max. og min. temperaturer i °C |           |         |         |          |          |          |          |          |         |         |          |
| Nedbørsmængde i mm |           |         |         |          |          |          |          |          |         |         |          |
| Kilde: Engels, climate-data.org |           |         |         |          |          |          |          |          |         |         |          |

| J                                             | F         | M       | A       | M        | J        | J        | A        | S        | O       | N       | D        |
| 39 −6 −13                                     | 27 −6 −13 | 25 0 −7 | 24 14 4 | 35 23 10 | 41 27 15 | 41 29 17 | 42 27 16 | 39 21 10 | 33 11 3 | 41 2 −4 | 40 −3 −9 |
| Gennemsnitlige max. og min. temperaturer i °C |           |         |         |          |          |          |          |          |         |         |          |
| Nedbørsmængde i mm                            |           |         |         |          |          |          |          |          |         |         |          |
| Kilde: Engels, climate-data.org               |           |         |         |          |          |          |          |          |         |         |          |

Engels har koldt tempereret klima, i følge Köppens klimaklassifikation Dfa. Der er betydelig nedbør hele året i Engels. Selv den tørreste måned har stadig meget nedbør. Den gennemsnitlige årlige temperatur i Engels er 7.0 °C, og den gennemsnitlige årlige nedbør er 427 mm.

## Historie
I 1747  grundlagdes bebyggelsen Pokrovskaja sloboda, der fik bystatus 1914 og skiftede navn til Pokrovsk. Med etableringen af den Autonome Socialistiske Sovjetrepublik af volgatyskere (russisk: Avtonomnaja Sovetskaja Sotsialistitjeskaja Respublika Nemtsev Povolzjja) i 1931, blev byen navngivet efter Friedrich Engels. Engels var på den tid volgatyskernes oprindelige hovedstad. Fra 1931 eksisterede et "tysk nationalteater" i Engels med omkring 800 pladser, som primært blev drevet af tyske amatørteatergrupper. Fra 1936 arbejdede de tyske flygtninge, Erwin Piscator og Bernhard Reich på teatret.
Den 12. april 1961 landede Juri Gagarin med rumskibet Vostok 1 på en steppe nær landsbyen Smelovka omkring 25 km fra Engels efter den første bemandede rumflyvning.

### Befolkningsudvikling
| År   | Indbyggere |
| ---- | ---------- |
| 1939 | 73.240     |
| 1959 | 90.724     |
| 1970 | 130.066    |
| 1979 | 161.349    |
| 1989 | 181.201    |
| 2002 | 193.984    |
| 2010 | 202.419    |

Note: Folketællings data

## Økonomi
Industrien i Engels er fokuseret på bilindustri. Der er producenter af trolleybussen Тролза (trolza), jernbanevogne, særlige køretøjer og transportudstyr i byen.
Den tidligere dominerende kemiske industri har stort set indstillet driften.
Flere tyske virksomheder har kontorer eller fabrikker i Engels. Største virksomhed i Engels er firmaet "Robert Bosch Saratov," der fremstiller tændrør, styrenheder, ledningsnet og anden udrustning til den russiske bilindustrien og europæiske bilproducenter. Henkel fremstiller vaskepulver og kemiske produkter til bilindustrien i Engels.

## Militær
De Ruslands militær har flere forlægninger i nærheden af Engels, bl.a. militærluftbasen Engels-2 med tilhørende kaserne. 14 strategiske bombefly af typen Tupolev Tu-160 er stationeret nær Engels. Maskinerne er en del af det 121. tungebombeflys regiment under Den Russiske Føderations Luftvåben. Fra juni 2008 er også de langtrækkende bombefly af typen Tupolev Tu-95MS Tupolev Tu-22M3 baseret på Engels-2. På patruljeflyvninger over Arktis og over Atlanten tankes de i luften af fly af typen Iljusjin Il-78.